# سفید کشمیری
سفید کشمیری (نام علمی: Pieris deota) گونه‌ای پروانه است که در تیره کاهی‌بالان و سرده پروانه‌های سپیدباغی قرار دارد.

## ظاهر
- رنگ: سفید

## زیستگاه
- کشورهای هند و پاکستان ارتفاعات تبت، پامیر و هیمالیا